# Пол О'Донован
Пол О'Донован (на английски: Paul O' Donovan) е ирландски състезател по академично гребане, състезаващ се в дисциплината двойка скул заедно с Финтън МакКарти.
Роден е в Лишийн, Ирландия. Олимпийски шампион е от Олимпиадата в Токио (2020). Това е първа олимхийска титла за Ейре в гребането. Четирикратен световен шампион е през 2016, 2017, 2018 и 2019 г. Двукратен европейски шампион е от Варезе през 2016 и 2021 г.